# 喫茶ステラと死神の蝶
『喫茶ステラと死神の蝶』（カフェステラとしにがみのちょう）は、ゆずソフトより2019年12月20日に発売されたPC用18禁恋愛アドベンチャーゲーム。ゆずソフトの第11作目。
2022年3月25日にSteam版が配信された。

## ストーリー
主人公の高嶺昂晴はある日の不慮の事故によって命を落とすが、目覚めると事故当日の朝に戻っていた。その後、不安を抱えながらまったく同じ時の流れを過ごし、再び事故が起きる瞬間に“死神“と“人語を喋る猫“に出会った昂晴は、彼女らからまだ自分の死が回避できていないことと、その運命から逃れる方法を告げられるが、それは喫茶店をオープンさせることだった。

## 登場人物
高嶺 昂晴（たかみね こうせい）
声 - 水中雅章（ドラマCDのみ）
主人公。一星大学に通う大学生。バイト先の面接へ行くため駅前を訪れた際に、暴走車が引き起こした事故により一度死亡するが当日(9月28日)の朝に目覚め、栞那とミカドの教えにより死を回避するため奔走する。ネガティヴな性格。尚、交際するヒロインとの展開により、大学卒業後に就く進路が変わってくる。
明月 栞那（あきづき かんな）
声 - 麻倉亞恋
ヒロイン。死神。容姿は美少女だが100年以上を生きている。誰に対しても敬語で話す。物腰は柔らかいが人をからかう一面もある。
特に親しい人やからかいやすいタイプと判断した人には下ネタや性的な冗談などでもからかうが、 自分が関係する下ネタや性的な冗談には照れてしまうという線引きが彼女の中では存在する様である。「にひひ」と笑うクセがある。
機械操作が不得手で、最新機器については疎い。スマホに至っては存在さえも知らなかったという。
四季 ナツメ（しき なつめ）
声 - 夏和小
ヒロイン。昂晴と同じ大学に通っている。校内では異性の告白をすべて断ったことから“孤高の撃墜王“と呼ばれている。クールな性格で感情を表に出すのが苦手。エロい話では恥ずかしさで赤面することが多い。
幼少時代は入退院を繰り返すほど体が弱く、両親の夢であったカフェ経営の夢の断念は自身が原因と思っており、生への執着が弱かった。序盤の事故で彼女も死亡し、その際に魂の一部が蝶となりこぼれ落ち、時間が巻き戻った現在ではこのままでは彼女はもう一度死ぬことになるとミカドに明かされていた。
喫茶ステラはそんな彼女の両親の夢を現実にしたいと願う彼女の夢で開くことになった喫茶店である。
昂晴と恋人になってからは自身がどんどん性に溺れていくのを恥ずかしがりながらも受け入れ、やがては将来を見据えた家族計画も考えるようになる。
墨染 希（すみぞめ のぞみ）
声 - 上原あおい
ヒロイン。昂晴の年下の幼馴染。明るく素直な性格。実家が神社であり、手伝いでたまに巫女の仕事をしている。霊感が強い。巨乳。
毎朝昂晴を起こし、朝食を準備するなど甲斐甲斐しく世話をする。
食べることが好きではあるが、女子として体重は気にしている。しかし誘惑に勝てず屈服することが多い。カロリー0理論を唱えている。
火打谷 愛衣（ひうちだに めい）
声 - 音来内麗
ヒロイン。元水泳部で日焼けによりやや色黒なのを気にしている。希の昔からの友人。ぬいぐるみなどの可愛いものが大好きで、ミカドが猫の姿になった時は我を忘れて撫でくり回そうとするほどであった。
かなりむっつりスケベなところがあり、唐突にエロい話題へ話を持ってくることもしばしば。左目に秘密を持っており、普段は前髪で隠している。実は眼鏡っ娘である。
汐山 涼音（しおやま すずね）
声 - 木之みき
サブヒロイン。カフェで働くパティシエ。面倒くさがり屋だがプロ意識は高く、仕事は真面目にこなす。実家では家事をすることはなく、正月は炬燵でゴロゴロすることが多い。幼児体型で、本人をその事を気にしている節があり、他人に弄られると怒る。
ミカド
声 - ほうでん亭センマイ
人語を話す猫。「閣下」とも呼ばれる。カフェでは人間(眼鏡をかけた中年男性)の姿になって「御帝貴紀」という名前で働く。
正体はケット・シーという神の使い。栞那にとっては養父のような存在。貴族なので言葉づかいなどは尊大であるが、他人の心の機微を察することができる性格。簿記2級を所持しており、喫茶ステラでは経理を担当している。
高嶺 和史（たかみね かずふみ）
声 - 鬼瓦虎鉄
昂晴の父親。有名な画家で、世界中で活躍しており、昂晴の実家にはあまり帰ってこない。妻とは死別している。
汐山 宏人（しおやま ひろと）
声 - レモン澤一
昂晴の大学の友人。涼音の弟。
昂晴と同様に恋人がおらず童貞であり、本人も気にしている。かつて受けたトラウマで姉の事は苦手。とあるルートで初の彼女ができることが明かされる。

## スタッフ
- キャラクターデザイン・原画 - こぶいち、むりりん
- SD原画 - こもわた遙華
- シナリオ - 天宮りつ、かずきふみ、瀬尾順
- 企画 - 天宮りつ
- 音楽 - Famishin、Angel Note
- ムービー - ろど
- 背景 - ろど、Ryouma
- ディレクター - Famishin

## 主題歌
オープニング主題歌「Smiling-Swinging!!」
作詞 - 春風まゆき（Angel Note） / 作曲 - Famishin / 編曲 - 井ノ原智（Angel Note） / 歌 - 米倉千尋
ギター - Asai Yasuo
トランペット - 奥澤大輔
トロンボーン - 鹿討奏
サックス - 中司ハルヲ
明月栞那 エンディング主題歌「スイートマリアージュ」
作曲 - Famishin / 編曲：伊福部武史（Angel Note） / 作詞・歌 - 神代あみ（Angel Note）
四季ナツメ エンディング主題歌「＠Your Side」
作曲 - Famishin / 編曲：紅原電次 / 作詞・歌 - 羽生みいな（Angel Note）
墨染希 エンディング主題歌「ほんとにありがとう」
作曲 - Famishin / 編曲：ユージ・ナイトー（BAL） / 作詞・歌 - 中山♥マミ（Angel Note）
マスタリング - 山田屋カズ（BAL）
火打谷愛衣 エンディング主題歌「光」
作曲 - Famishin / 編曲：椎名俊介（Angel Note） / 作詞・歌 - 葉月（Angel Note）
汐山涼音 エンディング主題歌「Cold&Sweet」
作詞 - Riryka（Angel Note） / 作曲 - Famishin / 編曲：仲村洸祐 / 歌 - emari+
コーラス - Riryka
ギター - Asai Yasuo

## CD
キャラクターソングVol.1「Only you!」 / 歌 - 明月栞那
2019年9月27日発売
キャラクターソングVol.2「Sweetest Bitterness」 / 歌 - 四季ナツメ
2019年10月11日発売
キャラクターソングVol.3「心地いい日常」 / 歌 - 墨染希
2019年10月25日発売
キャラクターソングVol.4「Happy Sunshine」 / 歌 - 火打谷愛衣
2019年11月8日発売
オリジナルドラマCD「挑め!春限定ケーキコンペ!」
2020年7月22日発売

## 音声作品
喫茶ステラと死神の蝶 音声作品「四季ナツメは結局、生でシタい」（DLsiteで2024年4月1日配信）

## 漫画
『月刊コミックアライブ』にて2020年3月号から2021年4月号まで連載された。作画はせせなやう。
- 原作：ゆずソフト・漫画：せせなやう『喫茶ステラと死神の蝶』KADOKAWA〈MFコミックス アライブシリーズ〉、全2巻
  1. 2020年8月20日発売[4][5]、ISBN 978-4-04-064841-5
  2. 2021年3月23日発売[6]、ISBN 978-4-04-680191-3

## 売上
2024年12月に全世界セールスが20万本を突破した。